# Mariage catholique

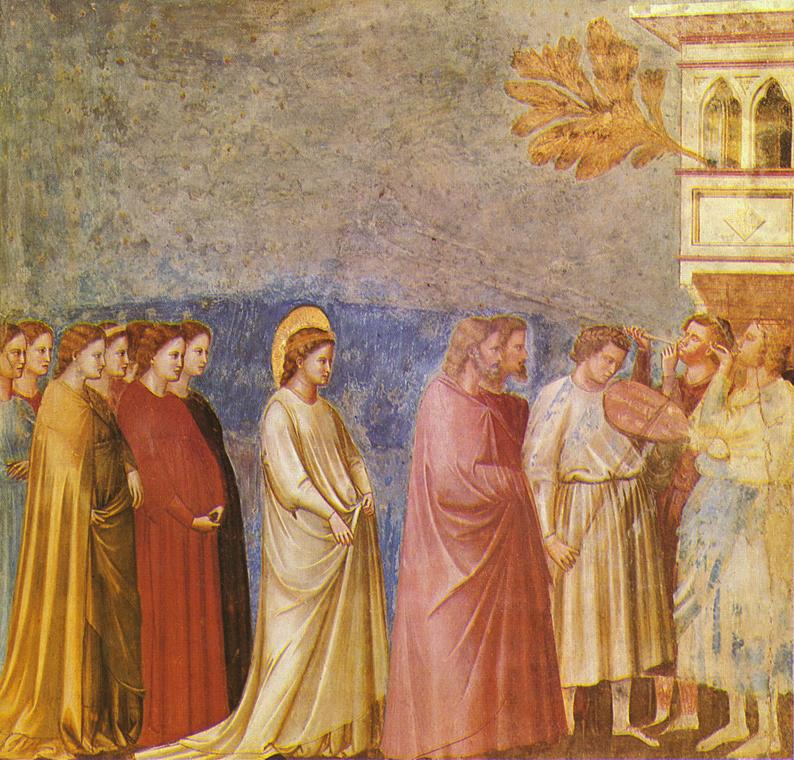
Giotto di Bondone, La Procession de mariage de la Vierge.

Dans le catholicisme, le mariage est un sacrement depuis le Concile de Vérone en 1184. Les formes du mariage catholique ont été codifiées au fil des siècles, en particulier par le quatrième concile du Latran en 1215. Dans le catéchisme catholique actuel, le mariage est « l’alliance matrimoniale, par laquelle un homme et une femme constituent entre eux une communauté de toute la vie, ordonnée par son caractère naturel au bien des conjoints ainsi qu’à la génération et à l’éducation des enfants », laquelle « a été élevée entre baptisés par le Christ Seigneur à la dignité de sacrement  » (§ 1601 du Catéchisme de l'Église catholique).
De fait, l'élément constitutif du mariage est le consentement des époux (réf. : code de droit canonique - can 1057 § 1). Tout mariage forcé est considéré comme nul.
Dans la doctrine catholique, la sexualité est une création de Dieu, comme tout ce qui relève de la sphère biologique. La sexualité est donc essentiellement quelque chose de bon par nature : elle est la voie naturelle pour la procréation, et toutes les composantes de plaisir associées à la sexualité, notamment le plaisir sexuel associé à l'acte proprement dit, forment en principe une chose légitime et souhaitable. En parallèle, la sexualité implique des pulsions et des passions qui figurent parmi les plus fortes de celles auxquelles l'Homme est exposé : il court le danger d'y perdre sa liberté spirituelle, et d'être tenté par des choix et des attitudes que sa conscience aurait dû refuser.
Le mariage catholique est l'approche catholique pour articuler et faire s'épanouir simultanément vie sexuelle et vie spirituelle. Pour le catholicisme, le mariage se fonde sur la sexualité, mais dans le sens où une cathédrale se fonde sur ses fondations, ce n'est pas la fondation qui donne son sens à une cathédrale mais la spiritualité ; cependant si la fondation n'est pas en cohérence avec le reste, tout s'effondre.
Par ailleurs, pour l'Église catholique, le mariage est une réalité qui a été élevée à la dignité de sacrement : il existe donc un mariage naturel, institution reconnue comme telle.

## Le sacrement de mariage et ses effets

### Le sacrement du mariage
Les protagonistes du mariage sont un homme et une femme baptisés (au moins l'un des deux), libres de contracter, et qui expriment librement leur consentement sans subir de contrainte, en sorte que si la liberté manquait, le mariage serait invalide, autrement dit, il n'y a pas eu de mariage. Les époux scellent sacramentellement leur consentement en l'unissant à l'offrande du Christ pour son Église réactualisée lors de la messe au cours de laquelle un mariage a lieu habituellement. Dans l'Église latine les époux sont les ministres de la grâce conférée lors du sacrement du mariage, c'est-à-dire que le mariage est, pour l'Église catholique, un sacrement que les époux se donnent mutuellement ; le prêtre n'est que témoin,

### Indissolubilité du mariage
Le code de droit canon précise que « du mariage naît entre les conjoints un lien qui, de par sa nature, est perpétuel et exclusif. » (canon 1134). Le consentement par lequel les époux se donnent mutuellement est scellé par Dieu lui-même, en sorte que le mariage conclu et consommé entre baptisés ne peut jamais être dissous.

### La grâce du sacrement
Lors du sacrement de mariage qu'ils se donnent mutuellement, les conjoints reçoivent du Christ une grâce qui leur donne la force de le suivre, de se relever après leurs chutes, de se pardonner mutuellement, de porter les uns, les autres leurs fardeaux et de s'aimer d'un amour surnaturel délicat et fécond.

### Unité du mariage
La constitution pastorale Gaudium et Spes du concile Vatican II enseigne que « l'égale dignité personnelle qu'il faut reconnaître à la femme et à l'homme dans l'amour plénier qu'ils se portent l'un à l'autre fait apparaître l'unité du mariage confirmée par le Seigneur ». C'est pourquoi, l'exhortation apostolique Familiaris consortio (en) de Jean-Paul II en déduit que « la polygamie est contraire à cette égale dignité et à l'amour conjugal qui est unique et exclusif ».

### Fidélité dans le mariage
L'amour conjugal exige des époux une fidélité inviolable qui est la conséquence du don réciproque des conjoints lors de leur mariage. Le motif plus profond se trouve dans la fidélité inviolable de Dieu à son alliance et du Christ à son Église, en sorte que les époux sont habilités à représenter cette fidélité et à en témoigner. Le remariage des divorcés du vivant du conjoint légitime contrevient au dessein et à la loi de Dieu enseignée par le Christ.

### Ouverture à la fécondité

#### Fécondité biologique et spirituelle
La constitution Gaudium et Spes précise que : « C'est par sa nature même que l'institution du mariage et l'amour conjugal sont ordonnés à la procréation et à l'éducation qui, tel un sommet en constituent le couronnement ». (no 48, 1) S'appuyant sur l'injonction divine à Adam et Eve : « Soyez féconds et multipliez-vous », elle explique que « sans pour autant sous-estimer les autres fins du mariage », les époux veillent à « coopérer courageusement à l'amour du Créateur et du Sauveur qui par eux, veut sans cesse agrandir et enrichir sa propre famille. » Cette fécondité de l'amour conjugal implique que les parents transmettent à leurs enfants la vie morale, spirituelle et surnaturelle. En outre les époux auxquels Dieu n'a pas donné d'avoir des enfants peuvent avoir une vie conjugale humaine et chrétienne pleine de sens, rayonnant de charité.

#### Refus de la stérilisation
La stérilisation est à rejeter. En outre, l'instruction Donum Vitae de la congrégation pour la doctrine de la foi datant de 1987, rédigée par le cardinal Ratzinger, et promulguée par Jean-Paul II, enseigne que les techniques d'insémination et de fécondation artificielles qui impliquent une dissociation des parentés (don de sperme ou d'ovocytes, prêts d'utérus) sont gravement déshonnêtes et moralement irrecevables, même si elles le sont moins quand elles sont pratiquées au sein d'un couple marié. En effet, « la procréation est privée de sa perfection propre quand elle n'est pas voulue comme le fruit de l'acte conjugal ».

#### Contraception et régulation des naissances
Dans l'Histoire, la contraception a été condamnée à plusieurs reprises par les papes, depuis Pie VII pape de 1800 à 1823 condamnant l'onanisme, en passant par Grégoire XVI, pape de 1831 à 1846, par Pie IX, pape de 1846 à 1878, à Léon XIII, pape de 1878 à 1903, à Benoît XV, pape de 1914 à 1922, à Pie XI pape de 1922 à 1939, en 1930, et enfin Pie XII, pape de 1939 à 1958 concernant l'éreinte réservée, puis la contraception par stérilet. La contraception est retirée par Paul VI de l'ordre du jour du concile Vatican II, au vu du travail restant à faire par la commission de théologiens spécialisée sur cette question créée par Jean XXII. La commission continue ses travaux et, en 1966, les théologiens de cette commission déclarent à une large majorité que la contraception artificielle n’est pas intrinsèquement mauvaise.
En juillet 1968, peu après les événements de mai 68, le pape Paul VI publie l'encyclique Humanae Vitae « sur le mariage et la régulation des naissances », condamnant notamment les méthodes artificielles de régulation des naissances. Le document provoque une tempête dans le monde catholique. Le Catéchisme de l'Église catholique promulgué par Jean-Paul II en 1992 fait référence (§ 2370) à Humanae vitae en indiquant qu'est intrinsèquement mauvaise « toute action qui, soit en en prévision de l'acte conjugal, soit dans son déroulement, soit dans le développement de ses conséquences naturelles, se proposerait comme but ou comme moyen de rendre impossible la procréation ».

### Condamnation de l'avortement

#### Aspects historiques
S'appuyant sur un ouvrage de Sesboüé, le dictionnaire Encyclopédique du Christianisme Ancien montre que les chrétiens des premiers siècles condamnaient tous l'avortement provoqué: La Didachèe enseignait aux alentours du premier siècle : « Tu ne tueras pas l'embryon par l'avortement et tu ne feras pas périr le nouveau-né » (2, 2). Vers la même époque, la lettre de Barnabé (130-190) commandait « Tu ne feras pas mourir l'enfant dans le sein de sa mère et tu ne le feras pas mourir à la naissance » (19, 5). Athénagore d'Athènes (130-190) parle des chrétiens en disant qu'ils jugent homicides les femmes qui recourent à des moyens abortifs. Minucius Felix, mort vers 250, stigmatise les païens qui tuent dans leurs entrailles. Tertullien (150-220) accuse les païens de pratiquer l'avortement. Clément d'Alexandrie (150-215) voit dans l'avortement le meurtre d'un fœtus. Plus tard, Ambroise de Milan (339-397) jugera l'avortement un délit horrible, et Basile de Césarée (329-379) considèrera l'avortement comme un homicide. Bref, les Pères de l'Église condamnent tous l'avortement comme étant un homicide.

#### Condamnation
Depuis les premiers siècles, les chrétiens ont affirmé la malice morale de tout avortement provoqué. Cet enseignement qui n'a pas changé depuis demeure invariable. En effet la constitution pastorale de Vatican II Gaudium et Spes affirme que l'infanticide et l'avortement sont pour les chrétiens des crimes abominables (51, 3) Cela implique que la coopération à un avortement constitue une faute grave et même un crime contre la vie innocente mise à mort. C'est pourquoi, ceux des chrétiens qui y participent encourent une excommunication, qui n'exclue pas le pardon pour ceux qui s'en repentent.

### Offenses à la dignité du mariage
Les offenses à la dignité du mariage sont : L'adultère, compris comme une infidélité dans le mariage et condamné par Jésus (Matthieu 5, 32 et 19, 6) même au stade de simple désir (Matthieu 5, 27-28); le divorce défini comme la situation où l'un ou l'autre des conjoints, ou les deux, contractent de nouvelles unions sexuelles ; la polygamie ; l'union libre ; les relations intimes entre parents ou alliés à un degré interdisant le mariage.
Tous ces péchés sont pardonnés par Dieu à ceux qui s'en repentent dans le cadre du sacrement de pénitence et de réconciliation.

### Effets purement civils du mariage
L'Église catholique reconnait au pouvoir civil sa compétence pour les « effets purement civils » du mariage chrétien (can. 1059). Ces effets exclusivement civils sont essentiellement les rapports matériels entre époux (le droit canonique aborde cependant la communauté de vie) et les régimes matrimoniaux. En France, c'est le mariage civil qui matérialise les effets civils du mariage chrétien,.
L'Église considère que les couples chrétiens vivant ensemble et mariés uniquement civilement ne sont pas mariés, même s'ils ont « un certain engagement » formel avec le mariage civil. Elle ne les admet en théorie pas aux sacrements (communion, confession) tant que le mariage religieux n'a pas eu lieu.

## Approche spirituelle
« Erant autem uterque nudi Adam scilicet et uxor eius et non erubescebant » (l'Homme et sa femme étaient nus l'un devant l'autre et n'en avaient pas honte) (GN 2:25)
L'une des dimensions du mariage catholique est la sexualité : la conception d'une union purement spirituelle qui n'aurait pas de rapport avec la réalité corporelle et chrétienne de la relation conjugale est considéré comme une hérésie. Le catholicisme considère que le corps est sacré, et que la vie conjugale et humaine revêt en elle-même une dimension sacrée. Les pauliciens, les marcionites et les cathares ont rejeté le mariage catholique précisément parce qu'ils rejetaient l'aspect matériel du mariage (cf Évangile selon Thomas, évangile de Philippe). Toutefois, il peut exister des mariages dans lesquels il n'y a aucune dimension sexuelle : par exemple, chez des personnes qui se marient une fois parvenues à un âge avancé.

### Mariage et engagement

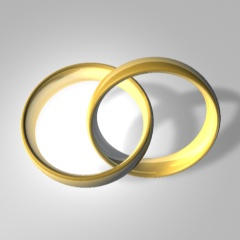
Alliances

Ce qui fait la réalité du mariage catholique, c'est la manifestation de l'engagement des époux de se donner mutuellement l'un à l'autre. Le Code de droit canonique de 1983 dispose :
Can. 1057 - § 1. C'est le consentement des parties légitimement manifesté entre personnes juridiquement capables qui fait le mariage ; ce consentement ne peut être suppléé par aucune puissance humaine.
§ 2. Le consentement matrimonial est l'acte de la volonté par lequel un homme et une femme se donnent et se reçoivent mutuellement en une alliance irrévocable pour constituer le mariage.
Ainsi le mariage (en tant que sacrement) est avant tout une affaire entre l'homme et la femme, qui sont les célébrants authentiques du sacrement ; mais depuis le décret Tametsi (1563), l'Église exige que (sauf cas exceptionnels) le consentement soit manifesté devant un « assistant » dûment mandaté par l'Église pour cela, qui va exercer un rôle actif : demander et recevoir la manifestation du consentement ; c'est généralement un prêtre, ou un diacre (mais exceptionnellement cela pourrait être un laïc, par délégation de l'évêque avec autorisation du Saint-Siège : can. 1112).
Can. 1108 § 2. § 2. Par assistant au mariage, on entend seulement la personne qui, étant présente, demande la manifestation du consentement des contractants, et la reçoit au nom de l’Église.
Il est indispensable pour la validité du sacrement qu'il ait reçu la « faculté » (qui est autre chose que le pouvoir de juridiction), qui peut être générale ou pour un cas précis.
Cependant, dans des cas très particuliers, un mariage peut validement être célébré devant les seuls témoins (Can. 1116).
« Selon la tradition latine, ce sont les époux qui, comme ministres de la grâce du Christ, se confèrent mutuellement le sacrement du mariage en exprimant devant l’Église leur consentement. Dans la tradition des Églises orientales, les prêtres ou évêques qui officient sont les témoins du consentement mutuel échangé par les époux, mais leur bénédiction est nécessaire aussi à la validité du sacrement » (§ 1623 du Catéchisme de l'Église catholique).
La liturgie est nécessaire pour « consacrer » le mariage, dans le sens où une marque spirituelle permanente aura été créée sur les époux, correspondant à leur engagement mutuel. Schématiquement, la volonté de Dieu est à la fois de faire le bonheur de l'homme et de l'amener à participer à sa création ; en réalisant un mariage le couple se fait un instrument divin, accomplissant la volonté de Dieu en son nom dans le cas particulier de la sexualité. De ce fait, la préparation de l'acte est faite par l'homme, mais l'auteur du mariage est finalement Dieu lui-même, agissant en la personne des célébrants (qui sont liturgiquement l'homme et la femme se mariant).
L'Église catholique considère que le mariage est une vocation des époux et les encourage à suivre un chemin de sainteté.

### Qualification théologique
L'Eucharistie est la communion du Christ-Époux avec l'Église-épouse. De la même manière, le mariage est la communion sacramentelle entre un époux et son épouse, tout aussi chaste, sainte et emplie d'amour. Le mariage, en tant que sacrement nuptial, est analogue aux autres sacrements. Après le Baptême, l'Eucharistie, et le Pardon, il permet de participer d'une nouvelle manière à la vie de l'Église et à la communion avec Dieu. Le mariage doit permettre de vivre pleinement l'éros et l'agapè.

#### La Chasteté dans le mariage
La sexualité affecte tous les aspects de la personne humaine dans l'unité de son corps et de son âme, en particulier l'affectivité, la capacité d'aimer et de procréer et l'aptitude à nouer des liens de communion avec autrui. Selon le Catéchisme de l'Église catholique (CEC), cela se réalise dans la chasteté qui comporte un apprentissage de la maîtrise de soi, œuvre de longue haleine permettant à l'homme et à la femme de commander à ses passions. La chasteté est une vertu morale qui résulte d'un don de Dieu et signifie l'intégration de la sexualité dans la personne humaine.
La théologie du corps enseigne aux pères et mères comment épanouir leur vie de couple. L'union sexuelle dans le mariage peut être rapprochée de l'union des chrétiens participant à l'Eucharistie[réf. nécessaire].
Il y existe un lien entre le mariage et le célibat religieux : les prêtres et religieuses sont consacrés à Jésus-Christ et à la Vierge Marie aussi bien que les époux eux-mêmes. Leur relation d'intimité avec Dieu atteint parfois le mariage mystique. Le mariage catholique est censé conduire à la fondation d'une famille féconde, communiante et aimante. La vision catholique de la famille est comparable en elle-même à la Sainte Famille, la famille de Nazareth[réf. nécessaire].
D'après le droit canon, le mariage est indissoluble parce que le sacrement laisse une marque permanente du Saint-Esprit sur l'époux et l'épouse. Ainsi, la rupture entre les époux entraîne une rupture avec toute l'Église et avec Jésus-Christ présent dans l'Eucharistie[réf. nécessaire].

#### Les offenses à la chasteté
Le Catéchisme de l'Église catholique cite les désordres graves suivants qui offensent la chasteté : La luxure, désir ou jouissance déréglée du plaisir sexuel recherché isolé pour lui-même (no 2351). La masturbation, excitation volontaire des organes génitaux afin d'en tirer du plaisir, acte gravement désordonné pour lequel l'immaturité affective et les états d'angoisse sont des éléments amoindrissant voire exténuant la culpabilité morale (no 2352). La fornication, union charnelle en dehors du mariage (no 2353). La pornographie consistant à retirer les actes sexuels, réels ou simulés, de l'intimité des partenaires pour les exhiber à des tiers (no 2354). La prostitution, de la part de ceux qui la rémunèrent ou qui s'enrichissent en l'organisant, mais aussi de la par de ceux qui s'y livrent, et pour lesquels la misère atténue fortement la faute (no 2355). Le viol qui blesse profondément le droit de chacun au respect, à la liberté, et à l'intégrité physique et morale, marquant souvent la victime toute sa vie, et qui est plus grave encore dans le cas d'inceste ou celui d'éducateurs envers les enfants qui leur sont confiés(no 2356).

#### Mariage et homosexualité
Étant donné la définition du mariage dans le catholicisme, parler de mariage catholique homosexuel n'a pas de sens.
Toutefois, la Présidence du Conseil pontifical pour la famille a rappelé en 2013 l'importance de reconnaître la « dignité intouchable » de tous les enfants de Dieu dont font partie les personnes homosexuelles, y compris celles qui ont constitué un couple ou une famille de fait par adoption, le sacrement du baptême ne pouvant dès lors pas être refusé à un enfant adopté par un couple homosexuel. Depuis 2017, en ayant confirmé que le dogme du sacrement du mariage religieux n'est réservé qu'à la seule union possible d'un homme avec une femme, le pape François a toutefois émis des encouragements privés aux fins de reconnaissance bienveillante par l'Église de la dignité du droit d'être en couple civil pour les personnes homosexuelles qui cherchent le Seigneur avec bonne volonté,,. Fin 2012, ce sujet, alors particulièrement épineux, avait généré d'importants mouvements contestataires dénommés "La Manif pour tous" à l'origine des plus importantes manifestations et d'actions d'opposition à la loi ouvrant le mariage et l'adoption aux couples de personnes de même sexe (dit « mariage pour tous ») en France.
La Congrégation pour la Doctrine de la Foi a confirmé par un responsum du 22 février 2021 que la bénédiction des unions de personnes du même sexe n'est pas licite.
Un décret du pape François et du Dicastère pour la Doctrine de la Foi, dénommé Fiducia supplicans, édicté courant décembre 2023, remanie le responsum du 22 février 2021 en autorisant les prêtres a bénir de manière discrète et dans une démarche de foi et de repentance (par exemple un pèlerinage) les couples homosexuels demandeurs. Le décret précisant que la doctrine de l’Église reste inchangée, le mariage homosexuel restant dès lors condamné et interdit par l’Église. Toutefois, dès sa publication, la déclaration est mal accueillie par plusieurs évêques qui la rejettent ou la critiquent, notamment en Afrique. D'autres évêques précisent ce décret en rappelant qu'il s'agit de bénir les personnes et non le couple en tant qu'union , précision qui a été également apportée ensuite par le pape.

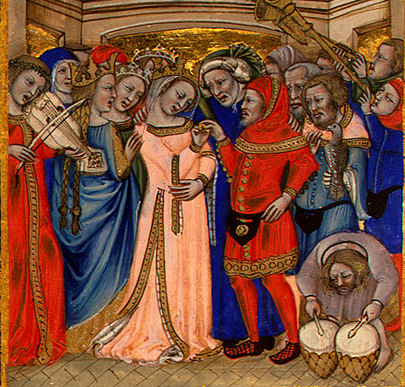
Le Mariage, Niccolò da Bologna (v. 1350), miniature sur vélin, National Gallery of Art, Washington.

## Le mariage dans l'Église catholique

### Adhésion au sens chrétien du mariage
Dans certains cas, les deux personnes candidates au mariage n'ont pas une conscience claire de l'enjeu spirituel, de la théologie et de la liturgie sous-jacents, et/ou leur demande de se marier à l'église est liée à des questions sociales, sans référence à sa signification chrétienne.
Si un prêtre catholique constate que l'un des deux futurs époux rejette un des éléments constitutifs du mariage, le droit canon l'oblige à refuser le mariage religieux comme n'ayant pas de sens. L'Église catholique romaine ne demande pas aux époux des connaissances particulièrement poussées sur le dogme et le sacrement du mariage pour accepter de célébrer, elle ne demande même pas aux époux l'adhésion au dogme.

### Préparation au mariage
Selon les dernières indications des évêques, le sacrement du mariage doit se préparer au moins un an à l'avance, en prenant contact avec sa paroisse. Cette dernière orientera vers un prêtre ou un diacre. Elle pourra également envoyer dans un centre de préparation au mariage (CPM) qui permettra de rencontrer avec d'autres un couple marié dans le cadre d'une rencontre en général collective pendant un ou plusieurs week-ends ou plusieurs soirées.
D'autres préparations sont possibles dans le cas de retraite pour fiancés (une fin de semaine) constituée d'enseignement et de temps de réflexion à deux. Le temps des fiançailles permet aux potentiels époux de discerner sur leur désir profond de l'union. Il recoupe plusieurs enjeux spirituels : fortification de l’amour humain, mise en pratique de la miséricorde et du pardon, construction de la future famille comme Église domestique, afin que la mariage soit réellement sacrement.

### Mariages mixtes
Il peut y avoir un mariage au sens catholique du terme entre deux personnes même non catholiques : il suffit que le couple se soit engagé sur la signification catholique du mariage, qui est avant tout spirituelle, et non attachée à une religion particulière.

### Procédure de déclaration de nullité
La logique positive du caractère indissoluble du mariage est que si deux adultes psychologiquement matures décident de vivre un tel engagement, il n'y a pas de raison que le mariage échoue : l'engagement moral peut résister aux événements de la vie et à l'évolution des conjoints, notamment grâce au secours de la grâce sacramentelle donnée par Dieu dans le sacrement du mariage. L'autre face de la logique est d'assurer la permanence nécessaire au « don mutuel » de l'engagement initial. Si la contrainte devait disparaître dès qu'il n'y a plus accord de volonté, l'engagement initial serait vidé de son sens.
Dans le cas où un couple pense sincèrement prendre un engagement permanent et que la vie commune se révèle un échec, l'important est de ne pas dénaturer le mariage, non de sauver une relation dans l'impasse. Le dogme exprime ceci en disant que le mariage est un sacrement permanent qui vient consacrer un engagement préexistant » [réf. nécessaire].
Dans la mesure où le mariage est considéré comme permanent par nature, le clergé examinera alors si l'échec de facto d'un mariage s'expliquait par une cause de nullité initiale de l'alliance — causes qui sont interprétées beaucoup plus largement en droit canon qu'en droit civil : l'Église suppose que le mariage est préexistant en tant qu'engagement librement pris des époux, mais n'a bien sûr pas la possibilité d'en être certaine au moment du mariage. Elle accepte donc l'idée que des relations qui ne sont en fait pas des mariages authentiques (des mariages putatifs) peuvent avoir été bénies et éventuellement être devenues des mariages authentiques par la suite.
Mais pour pouvoir être annulé, la preuve d'une invalidité doit être apportée :
Can. 1060 - Le mariage jouit de la faveur du droit ; c'est pourquoi, en cas de doute, il faut tenir le mariage pour valide, jusqu'à preuve du contraire.
À la suite d'un synode épiscopal d’octobre 2014 constatant la difficulté pour les fidèles catholiques d'atteindre les tribunaux ecclésiastiques afin d'accéder à un nouveau sacrement de mariage valide via la dénonciation d'un mariage religieux entaché de nullité, le pape François promulgue le 15 août 2015 le motu proprio Mitis Iudex Dominus Iesus (« Le Seigneur Jésus, juge clément ») qui allège la procédure aux fins de nullité matrimoniale, accompagné du motu proprio Mitis et misericors Iesus (« Jésus doux et miséricordieux ») concernant plus particulièrement les Églises orientales.
Dieu étant miséricorde par nature, sa présence d'amour supérieur au cœur du sacrement est prévue au canon 1152 qui dispose expressément que si l'un des deux conjoints découvre être victime d'adultère, l'Église l'encourage fortement à pardonner, le seul droit de rompre la vie commune n'étant réservé qu'au conjoint lésé qui aurait été lui-même parfaitement fidèle et n'aurait aucunement été la cause de l'adultère.
Excepté les mariages compromis d'office en étant célébrés en dehors de la forme prévue par la doctrine canonique (exemple : absence de témoins ou mariage caché de l'un des fiancés), le code de droit canonique prévoit des situations non exhaustives permettant d'invoquer la nullité du mariage telle l'immaturité du conjoint ou sa propension à déconstruire la foi catholique de l'autre conjoint (Canons 1060 à 1061) ; il n'existe toutefois pas de liste de cas ou de situations permettant d'assurer totalement que le mariage soit entaché de nullité, chaque union sacrée en souffrance étant soumise à l'interprétation unique et particulière qu'en tirera le Tribunal diocésain puis, le cas échéant, celui de la Rote romaine. Si la nullité s'avérait finalement être impossible, les divorcés remariés qui, pour de sérieux motifs (par exemple les enfants) ne doivent pas se séparer, les conjoints devront vivre comme “frère et sœur”. Tant que la nullité du sacrement du mariage n'est pas reconnue, la réconciliation par le sacrement de pénitence n'ouvrirait la voie au sacrement de l’Eucharistie au conjoint repenti d’avoir trahi le signe de l’Alliance et la fidélité au Christ qu'à la seule condition de vivre en complète continence car les divorcés dont le mariage n'est pas frappé de nullité se doivent de rester fidèles l'un à l'autre, y compris dans leur séparation excepté dans le cas particulier d'une nouvelle union hétérosexuelle stable et féconde accompagnée parallèlement d'un processus d'intégration pastorale et d'examen de conscience perpétuel auprès d'un prêtre ; si cette ouverture a généré une forme de loi de gradualité sur l'idéal du mariage, elle a également généré une prise de conscience enjoignant l'Église à travailler avec force sur une préparation beaucoup plus scrupuleuse du mariage, notamment par un temps de fiançailles, ainsi que sur un accompagnement des premières années de celui-ci, et sur la gestion des différentes crises pouvant intervenir dans la vie de couple.
Les fiançailles, qu'il est possible de rompre sans intervention de l'Église, est un temps de maturation préalable de la relation permettant aux amoureux désireux de se marier de vérifier la compatibilité de leur caractère, les fiançailles constituant par ailleurs une protection contre le concubinage car ce dernier étant entaché par le péché d'une sexualité hors mariage, le Saint-Esprit éclaire davantage les consciences de manière indéfectible des deux amoureux désireux de s'unir pour la vie dès lors qu'ils auront choisi l'état de grâce préalable d'être portés par de chastes et discrètes fiançailles, l'Église encourageant à ne pas trop "fêter les fiançailles" qui ne sont pas un "pré-mariage" mais un temps d'accompagnement ecclésial de la relation permettant d'authentifier l'attachement spirituel des cœurs tournés vers le Christ.

## Liturgie du mariage catholique
En 1991 est publiée la dernière édition latine de référence (Editio typica) pour le sacrement du mariage selon le rite réformé à la suite de Vatican II,.

## Coutumes du mariage catholique en Europe
Depuis 1802, en France, il est strictement illicite aux ministres du culte de célébrer un mariage religieux (le code pénal précise "de manière habituelle", c'est-à-dire à partir au minimum de la seconde fois,,,) sans que ce dernier soit en possession de l'acte de mariage préalablement établi par un maire. Un jugement de 1972 affirme que cette obligation ne fait pas que séculariser le mariage mais "sauvegarde en outre les droits de la femme et ceux des enfants et préserve également l’état des citoyens". Plusieurs juristes affirment que cette obligation serait contraire à la liberté religieuse (notamment à l'article 9 de la Convention européenne des droits de l'homme),.
Généralement, les mariés invitent au mariage à l'église leurs familles, leurs proches, leurs amis et leurs connaissances, par le biais d'un faire-part. Seuls ceux qui ont reçu un « carton d'invitation » sont conviés à la « soirée festive ». Lorsque le nombre d'invités est de beaucoup supérieur à la contenance du lieu de réception, les cartons précisent l'heure ou la tranche d'heures d'invitation afin de limiter les bousculades. Actuellement le jour le plus souvent choisi pour le mariage est le samedi après-midi ; toutefois l'Église catholique ne peut pas célébrer de mariages le samedi saint, ni le vendredi saint (les deux jours qui précèdent Pâques) (cf. Rituel romain de la célébration du mariage, Desclée-Mame, Paris, 2005). Pour la cérémonie religieuse, qui peut être, au choix des fiancés, une bénédiction ou une eucharistie, les futurs mariés choisissent la formule d'engagement, les lectures, les intentions de la « prière universelle », les chants et l'accompagnement musical. Ils peuvent aussi s'occuper de la décoration florale et du livret de la cérémonie.
En général, le fiancé qui doit être en jaquette monte la nef au bras de sa mère et arrive juste avant le début de la cérémonie. L'arrivée de la fiancée au bras de son père déclenche le début de la cérémonie, par le biais d'un morceau d'orgue. Si la fiancée désire montrer qu'elle est restée vierge, elle arrive avec le visage recouvert d'un voile de tulle transparent. En général elle porte un bouquet, offert par le fiancé, composé de lys, et/ou de fleurs d'orangers. Sa robe blanche (que le fiancé n'a jamais vue auparavant) peut être assortie d'une traîne qui sert généralement à tous les mariages de la famille. Cette traîne, si elle est longue, peut être portée par un ensemble de garçons et de filles d'honneurs (nombre pair entre deux et douze) portant un costume confectionné ou acheté par la famille de la mariée.

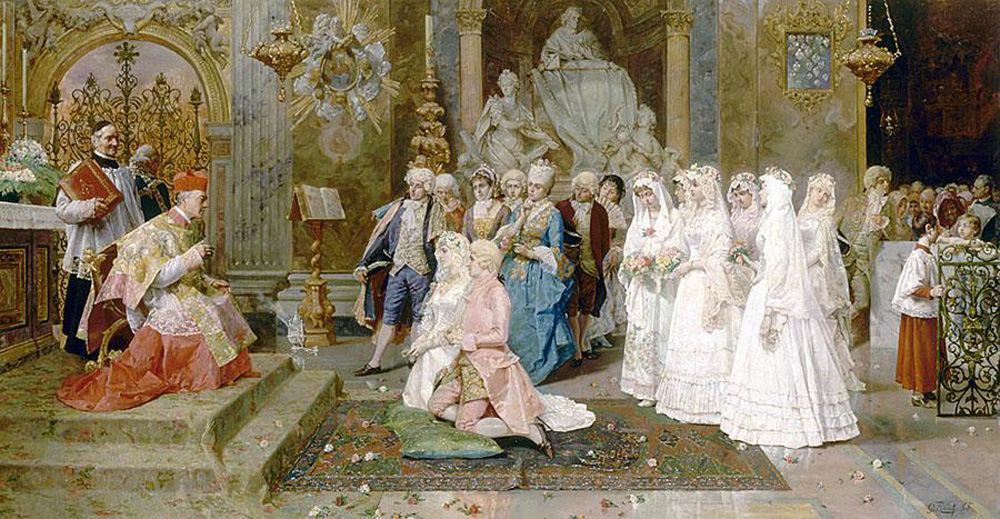
Mariage au XVIIIe siècle (Giulio Rosati).

L'échange des consentements devant le prêtre et des témoins laïcs (au moins deux pour chaque marié) a lieu immédiatement après la liturgie de la parole. Après les consentements qui constituent le sacrement proprement dit, le marié soulève le voile de son épouse et le rabat sur son dos. Le placement des alliances bénies par le prêtre, qui n'est qu'un usage, suit immédiatement après. Le prêtre bénit (ce qui signifie : dit du bien de) alors les époux. Si le mariage a lieu au cours d'une messe, les mariés ont coutume de communier sous les deux espèces.
Le sacrement du baptême constituant l'Alliance avec Dieu, le rituel romain nos 87-174 du sacrement du mariage renvoie à cette Alliance sacrée et prévoit que le prêtre a faculté à asperger d'eau bénite les alliances des futurs époux, tandis qu'en Italie les futurs époux devront se signer au baptistère en entrant dans l'église.
À la fin de la cérémonie, les époux peuvent réciter une prière de leur choix (en général une prière de consécration de leur foyer, au Christ Jésus, par la médiation de sa mère) devant une statue de Marie. Dans ce cas, il est d'usage que la mariée y dépose et y laisse son bouquet.
À l'issue de la cérémonie, les époux et les témoins signaient les registres de la paroisse sur l'autel afin de rappeler aux mariés que leur alliance est à l'image de celle entre Dieu et son Église ; toutefois, depuis une réforme liturgique sous le pontificat de Benoît XVI, la signature des registres a lieu sur une table distincte de l'autel. Auparavant, les mariés sortaient les premiers. Afin de faciliter la tâche des photographes, l'assistance est invitée à sortir dès la fin de la cérémonie. La mariée sort au bras et à la droite de son époux. Ils sont souvent accueillis lorsqu'ils descendent les marches du seuil de l'église par des lancers de poignées de riz, symbolisant le souhait d'une future fécondité du couple. Les parents des mariés suivent leurs enfants. Afin de symboliser l'alliance des conjoints qui rejaillit sur les deux familles, ils peuvent alors « croiser » : la mère de la mariée est au bras du père du marié et réciproquement.
Les félicitations des participants aux mariés avaient coutume de se faire selon un défilé devant les deux familles à la sacristie ou sur l'un des côtés de l'église. La multiplication des mariages le samedi après-midi, fait que ces félicitations se passent maintenant, le plus souvent, à l'extérieur de l'église si le temps le permet !
Les invités participent à l'installation matérielle des mariés en offrant des cadeaux, par exemple selon une liste de mariage déposée en général dans un magasin qui possède un service « liste de mariage ». Cependant, certains fiancés, de plus en plus nombreux, indiquent sur leur faire part de mariage que l'équivalent monétaire du cadeau que les invités souhaitent offrir, devra être versé à telle(s) ou telle(s) œuvre(s) de charité.
À la suite du mariage, un voyage de noces (préparé par le marié et auquel seuls les mariés participent) est généralement accompli.
Les anniversaires de fiançailles et de mariage sont généralement fêtés.
Une fois le mariage célébré, les époux restent unis par l'alliance sacramentelle, même s'il y a divorce civil, jusqu'à la mort d'au moins l'un des deux. On a très longtemps cru qu'un nerf reliait l'annulaire de la main gauche au cœur[réf. souhaitée]. C'est pourquoi la bague est mise à ce doigt-là en France. Dans les pays germaniques ainsi qu'en Espagne, l'alliance est placée sur l'annulaire droit.